# Orden Nacional al Mérito
La Orden Nacional al Mérito es una condecoración de orden civil entregada por el presidente de la República de Ecuador. Fue establecida el 2 de noviembre de 1929 por el entonces Presidente Isidro Ayora. La Orden es la segunda más alta dentro de la Condecoraciones de Ecuador y fue establecida con la publicación de un estatuto que se maneja hasta el día de hoy.

## Grados y distinciones
La Orden Nacional al Mérito es entregada por el Presidente de la República a discreción personal o por consejo de los Ministerios. Los aspirantes deben haber cumplido con la premisa de servicio y/o representación del país en los campos civil, militar o policial.
Posee seis grados:
- Gran Collar[2]
- Gran Cruz
- Gran Oficial
- Comendador
- Oficial
- Caballero

## Cintas
- La cinta para el grado de Collar es completamente amarilla.
- La cinta del resto de grados es de color amarillo con delgadas franjas azul y roja, una en cada borde.

## Condecorados

### Grandes Collares
- José Mujica (2015).[3]
- Martín Vizcarra (2018).[4]
- Tamim bin Hamad Al Thani (2018).[2]

### Grandes Cruces
- Víctor Mideros.
- Gonzalo Abad Grijalva (1963).[5]
- Rafael Leónidas Trujillo Molina.
- María Augusta Urrutia (1981).
- Vadim Chekmázov.
- Hugo Tolentino Dipp.
- Pabellón de la Sociedad de Artesnos de Ibarra (2004).[6]
- Paolo Legnaioli (2004).[6]
- Otch Von Finckenstein (2004).[6]
- Mariana Yépez Andrade (2004).[7]
- Luis Enrique Sarrazín Dávila (2006).[8]
- Dr. Jose Santiago Castillo Barredo (2006).[9]
- Alejandro Serrano Aguilar (2006).[10]
- Gustavo Vega Delgado (2006).[10]
- Dr. Roberto Illingworth Baquerizo (2006)[11]
- Lautaro Pozo Malo (2007).[12]
- Rodrigo Fierro Benítez (2015).[13]
- Alfredo Vera Arrata (2016).[14]
- Luis Alberto Moreno (2016).
- María Ángela Holguín (2016).[15]
- Bruno Rodríguez Parrilla (2016).[15]
- David Choquehuanca Céspedes (2016).[16]
- Juan Pablo Pozo Bustamante (2017).[17]
- César Monge Ortega (2021)
- Jean-Baptiste Chauvin (2021)
- Mario Vargas Llosa (2021)
- Yuji Sudo (2021)
- Francisco Bustillo Bonasso (2021)
- Ximena Garzón Villalba (2022)
- Mauricio Montalvo Samaniego (2022)
- Roberto Álvarez Gil (2023)
- Íñigo Salvador Crespo (2023)
- Julio José Prado Lucio-Paredes (2023)
- Monseñor Antonio Arregui Yarza (2023)
- Fernando Villavicencio Valencia (2023)
- Gabriela Sommerfeld Rosero (2024)
- Mónica Palencia Núñez (2024)
- Álvaro Noboa Pontón (2024)

### Grandes Oficiales
- Karl Heinz Laudenbach (2006).[8]
- Magdalena Barreiro (2007).[12]
- Alex Patricio Guerra Leiva (2013).[18]
- Gustavo Cornejo Montalvo (2014).[19]
- Fundación Fe y Alegría (2014).[20]
- Mercedes Sosa (2007)

### Comendadores
- Julio Guillén Tato (1946)
- Roberto Pettinato (1954).
- Antonio Lloret Bastidas (1981).
- José Ramón Euceda Ucles (2005).[21]
- Jorge Núñez Sánchez (2006).[8]
- David Gerardo Samaniego Torres (2007).[12]
- Carlos Ortega Maldonado (2007).[12]
- Gonzalo Rosero (2023).

### Oficiales
- Amadou-Mahtar M'Bow (1979).
- Verdy Rodríguez Zambrano (2005).[21]
- Margarita Arosemena Gómez Lince (2005).[21]
- Hebe de Bonafini (2006).[22]
- Estela de Carlotto (2006).[22]
- Elsa Sánchez de Oesterheld (2006).[22]
- Jürgen Mertens (2006).[8]
- Michael Wirtz (2006).[8]
- Juan Eljuri Antón (2006).[10]
- Fabián Albuja Chávez (2007).[12]
- Fernando Javier Escalante Jiménez (2007).[23]
- Grupo Social Fondo Ecuatoriano Populorum Progressio (GSFEPP) (2010).[24]
- Teresa Zea Flor de Claero (2015).[13]
- José Luis Perales (2016).[25]
- Patricia González Avellán (2016).[26]
- Grupo Pueblo Nuevo (2017).[17]
- Padre Antonio Polo (2017).[17]
- Antonio Valencia (2019).[27][28]
- Diario El Universo (2021).

### Caballeros
- Capitán Eliecer Bayas Hidrobo (1946).
- Dra. Matilde Hidalgo de Procel (1971)[29]
- Ángel Napoleón Medina Fabre (2005).[21]
- Pabellón de la ciudad de Cuenca (2006).[10]
- Pierre Olivares (2006).[8]
- Carlos Clemente Aguado (2007).[12]
- Carlos Enrique Mejía Carrillo (2007).[23]
- William W. Phillips (2010).[30]
- José Tonello (2010).[24]
- Gonzalo Godoy (2018).[31]
- Sir David Attenborough (2020)[32]
- José Enrique Delgado Nievecela (2024)[33]